# إديث كرايغ
إديث كرايغ (بالإنجليزية: Edith Craig)‏ هي منتجة مسرحية ‏ ومخرجة وممثلة بريطانية (وحملت سابقاً جنسية المملكة المتحدة لبريطانيا العظمى وأيرلندا)، ولدت في 9 ديسمبر 1869 في المملكة المتحدة، وتوفيت في 27 مارس 1947.

## وصلات خارجية
- إديث كرايغ على موقع IMDb (الإنجليزية)
- إديث كرايغ على موقع الموسوعة البريطانية (الإنجليزية)